# Lee Woo-young (calciatore)
Lee Woo-young (이우영?, 李宇暎?; 19 agosto 1973) è un ex calciatore sudcoreano, di ruolo centrocampista.